# Gustaf Wilhelm Finnberg
Gustaf Wilhelm Finnberg (n. 24 noiembrie 1784, Parainen, Turku and Pori Province⁠(d), Suedia – d. 28 iunie 1833, Stockholm, Suedia-Norvegia) a fost un pictor finlandez.

## Biografie
Finnberg s-a născut în Pargas ca fiu al cuplului Johan Finnberg, marinar, și Sophia Stenroos. În 1800 a plecat la Turku pentru a fi ucenic ca pictor acolo, iar în 1805 a absolvit ca pictor calf[, lucrarea sa de absolvire fiind portretul unui bărbat desenat cu cretă roșie. Și-a petrecut anii 1806 și a plecat la Stockholm pentru a studia la Academia Regală de Arte din Suedia. După recomandarea lui Louis Masreliez⁠(d) a fost imediat acceptat la cursurile superioare. Deși a avut rezultate bune la învățătură, nu a absolvit niciodată oficial. După 1814 nu a mai apărut în registrul studenților, deși în 1815 a mai participat la un concurs de studenți pentru tema Alexandru îl vizitează pe Diogene și a câștigat premiul I. În timp ce interesul său principal erau picturile istorice, și-a câștigat existența pictând portrete. De asemenea, a executat câteva miniaturi și peisaje. S-a confruntat probabil cu mai multe dificultăți după războiul finlandez din 1809, acum fiind cetățean rus. Când tatăl său a murit la 2 octombrie 1820, s-a întors în Finlanda și și-a înființat propriul atelier în Turku. Pictorul Robert Wilhelm Ekman⁠(d) și poate și Magnus von Wright⁠(d) au studiat sub îndrumarea lui Finnberg în anii 1820.

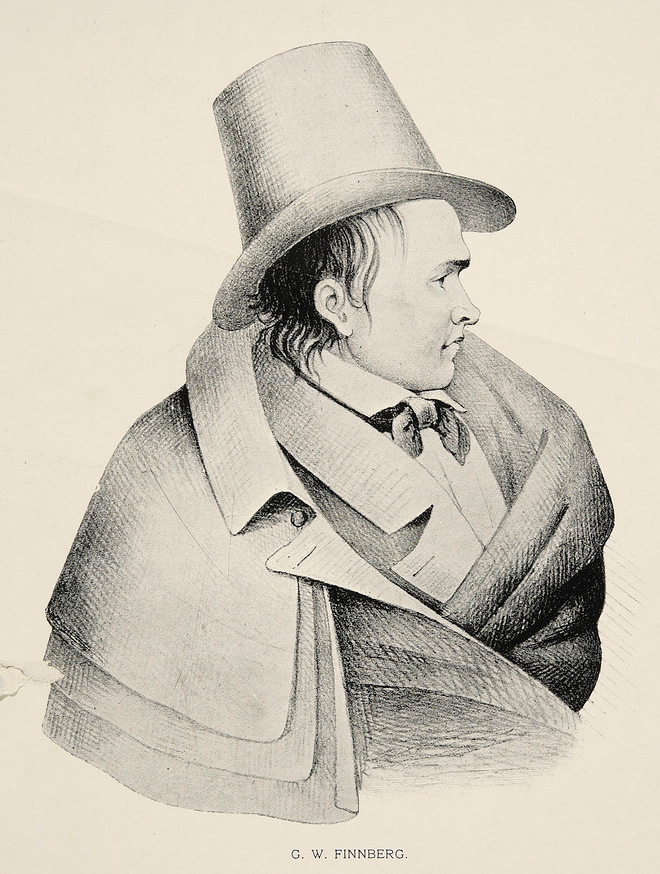
Portretul lui Finnberg de Robert Wilhelm Ekman, 1820–1833

Atelierul său și multe dintre lucrările sale au fost distruse de Marele Incendiu de la Turku din 1827, care a afectat foarte mult viața și cariera lui Finnberg. Cea mai faimoasă pictură a sa este probabil cea din 1827, După marele incendiu de la Turku. A părăsit Turku și s-a mutat la Stockholm curând după aceea. În afară de unele lucrări inspirate de incendiu, Finnberg s-a străduit să-și câștige existența ca artist până la moartea sa, la 28 iunie 1833.

## Lucrări

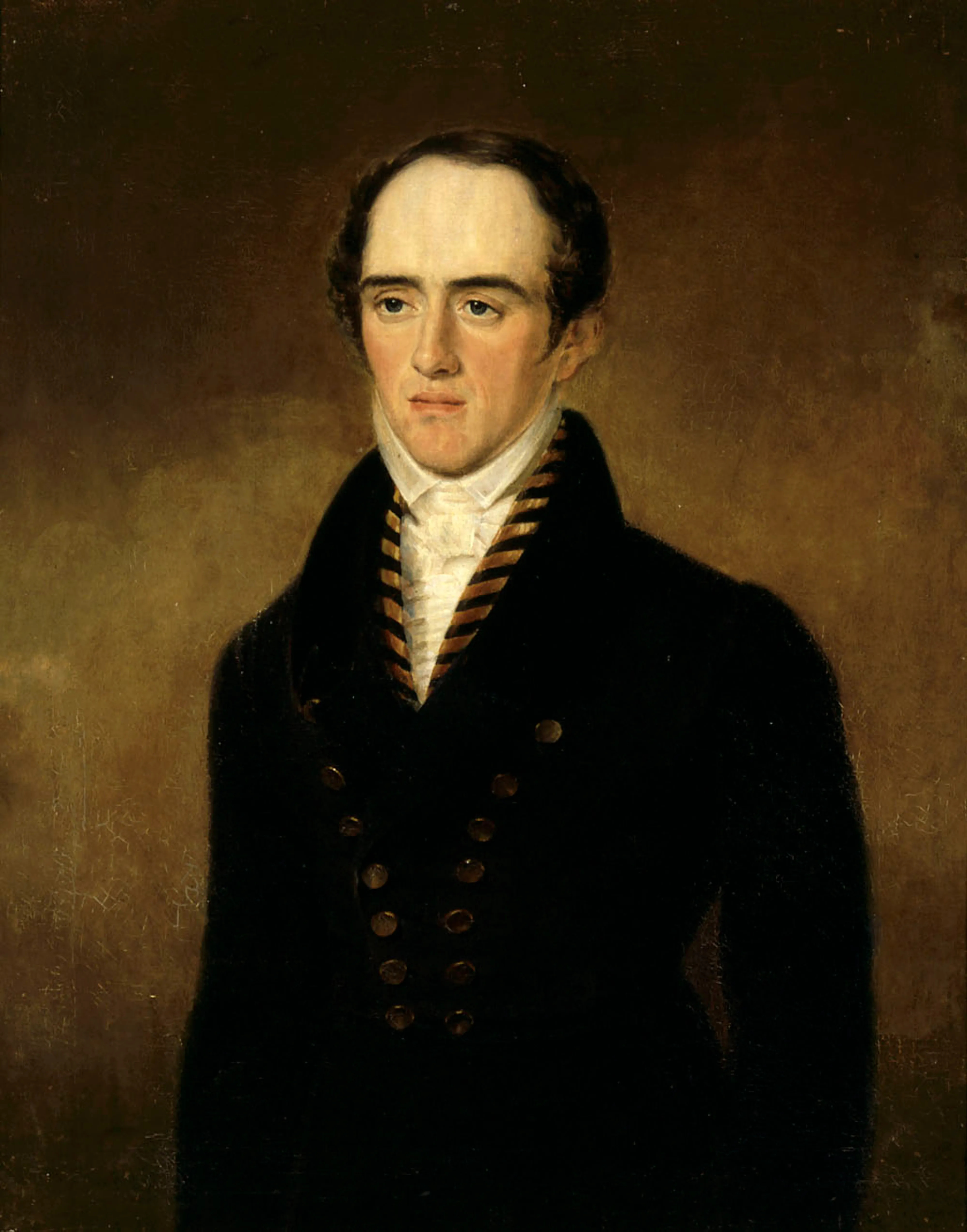
Carl Gustaf Mannerheim⁠(d), 1823–1825
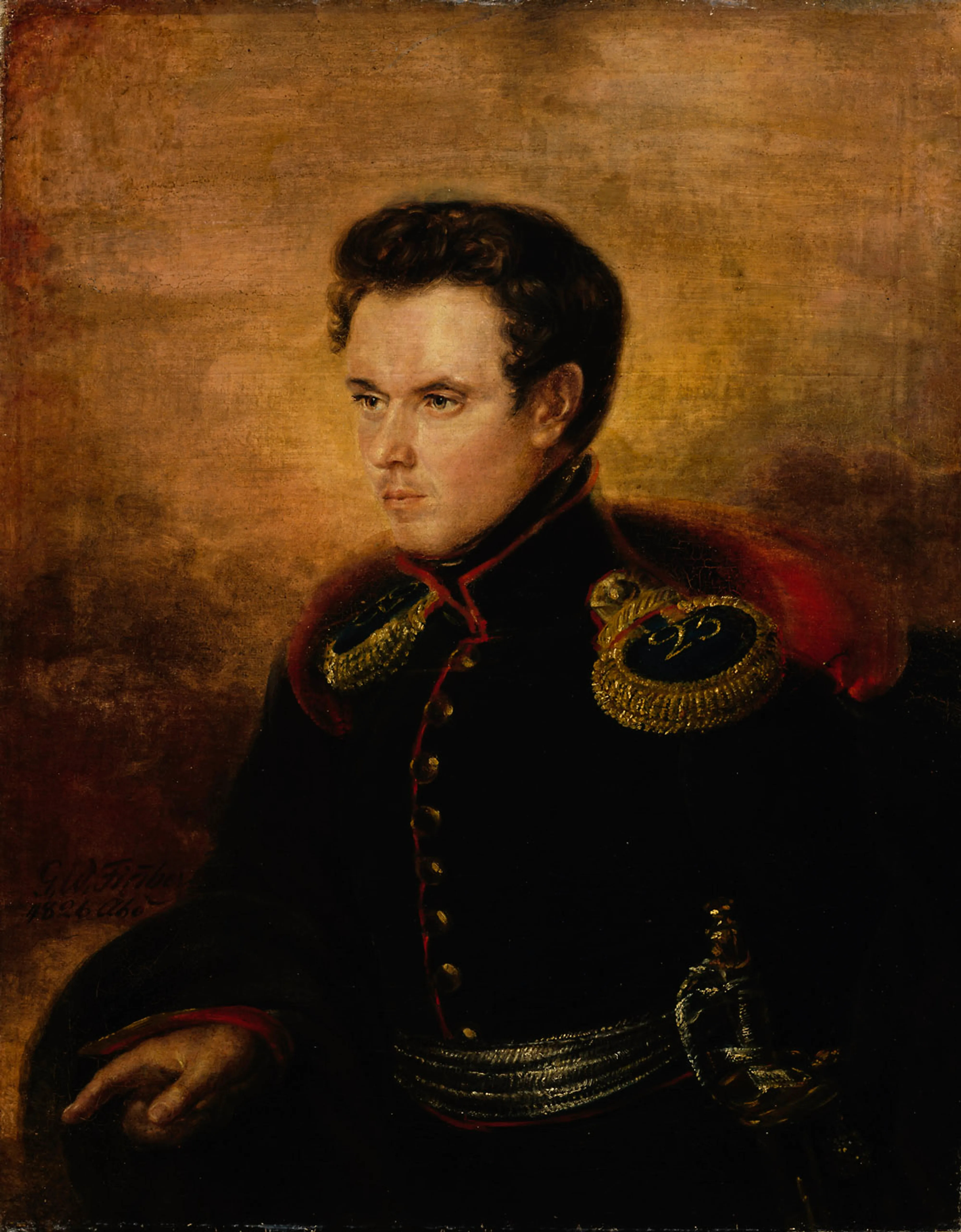
Sublocotenentul Anton af Tengström, 1826, născut în 1798 a murit în Războiul Ruso-Turc în 1828
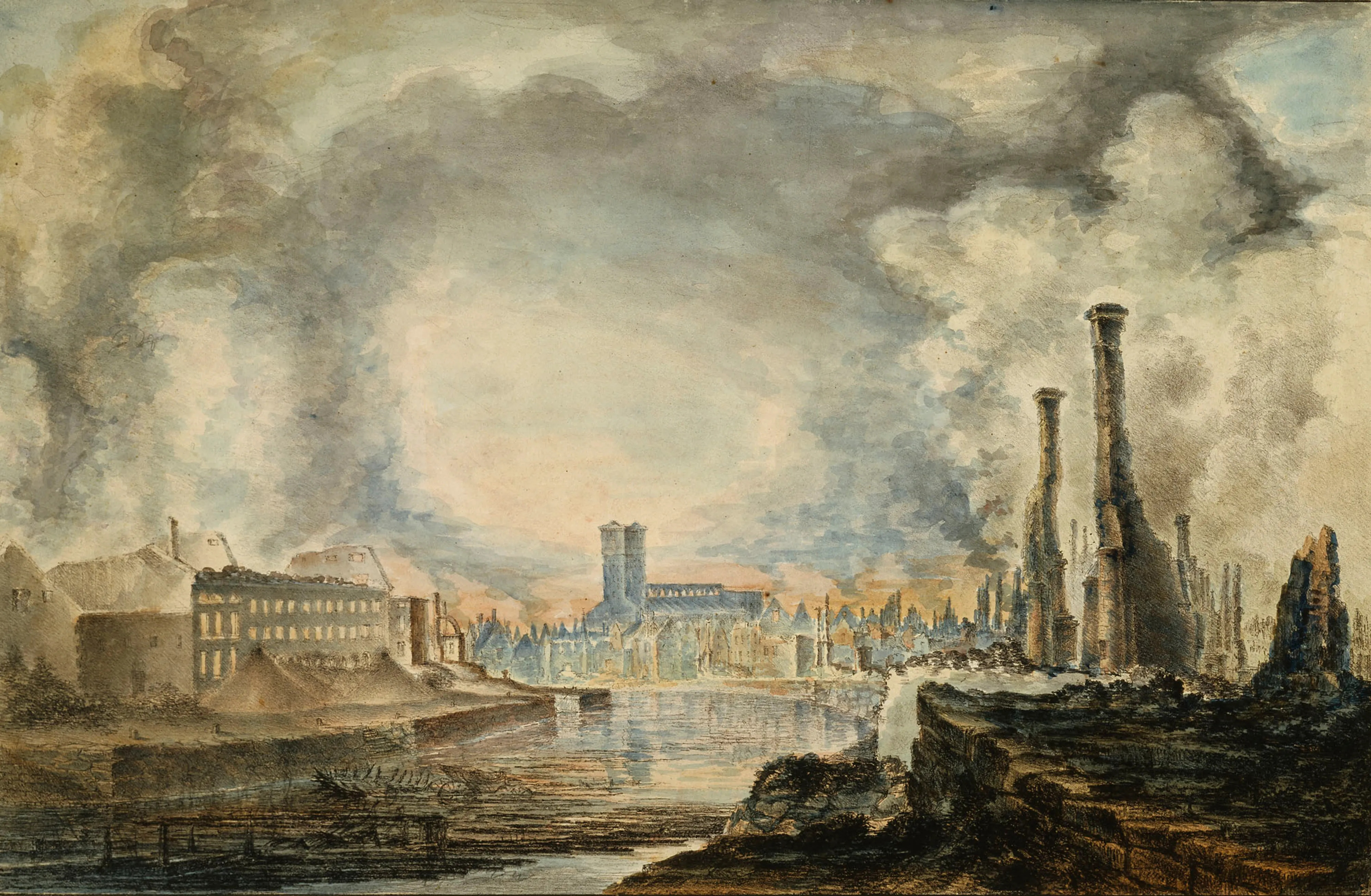
După Marele incendiu din Turku, 1827
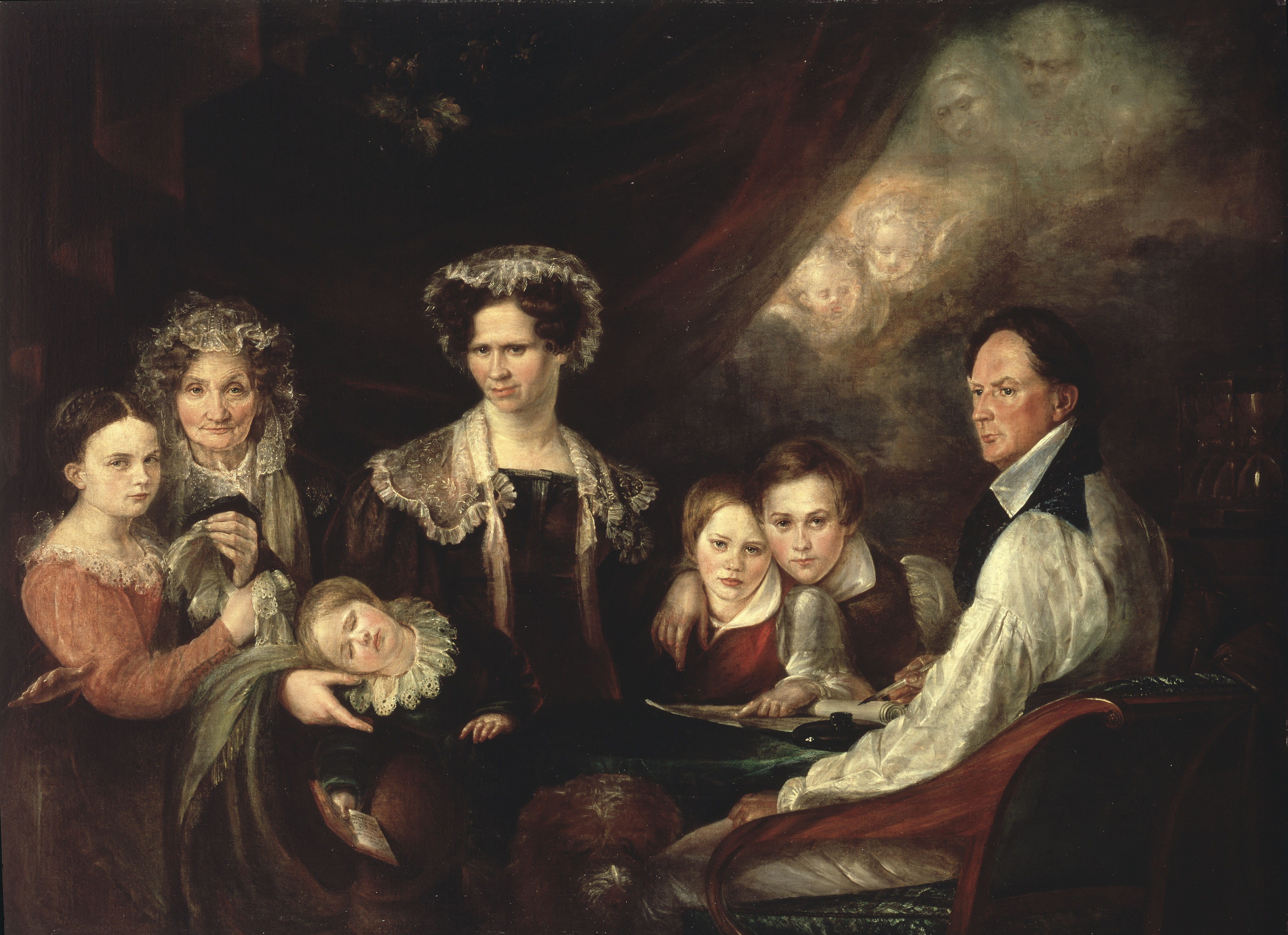
C.J. Lagercrantz, Assessor, and his Family, c. 1830